# Pierre Baudry (critique)
Pour les articles homonymes, voir Pierre Baudry et Baudry.
Pierre Baudry, né le 28 janvier 1948 à Reims et mort le 15 février 2005 dans le 11e arrondissement de Paris  est un critique cinématographique, théoricien du film documentaire et réalisateur français.

## Biographie
Après des études de philosophie, il entre au comité de rédaction des Cahiers du cinéma. Il réalise plusieurs films en super-8 avant de tourner La Loi du cœur, moyen métrage présenté au Festival de Cannes en 1972.
Au cours des années 1970, il enseigne à l'Université Paris-III et à l'IDHEC. Il participe à l'animation des Ateliers Varan dès leur création et dirige la revue Documentaires à partir de 1993.

## Filmographie
- 1975 : Les vécés étaient fermés de l'intérieur de Patrice Leconte
- 1976 : Sérail de Eduardo de Gregorio, acteur (rôle du patron du bar)
- 1983 : Voyage à Cythère (Ταξίδι στα Κύθηρα), de Théo Angelopoulos : idée (avec Théo Angelopoulos)
- 1994 : Filmer pour voir - Flaherty et la mise en scène documentaire, (coréalisateur : Gilles Delavaud) (moyen métrage)